# Agbaou-Ahéoua
Agbaou-Ahéoua est une localité du sud de la Côte d'Ivoire, située dans la région de La Mé, et dans le département d'Akoupé. La localité d'Agbaou-Ahéoua regroupe deux villages : Agbaou et Ahéoua.
Agbaou-Ahéoua était une commune jusqu'en mars 2012, date à laquelle elle est devenue l'une des 1 126 communes abolies à l'échelle nationale.